# Collierville, Kalifornien
Collierville är en så kallad census-designated place i San Joaquin County i Kalifornien. Vid 2010 års folkräkning hade Collierville 1 934 invånare.